# 木毛蘚
木毛蘚（学名：Spiridens reinwardtii）为木毛蘚科木毛蘚屬下的一个种。